# Kurensaari (ö i Vaala)
Kurensaari är en ö i Finland. Den ligger i Ule älv och i kommunen Vaala i den ekonomiska regionen  Oulunkaari  och landskapet Norra Österbotten, i den centrala delen av landet, 500 km norr om huvudstaden Helsingfors. Öns area är 2,4 hektar och dess största längd är 0,7 kilometer i sydöst-nordvästlig riktning.